# 島崎石

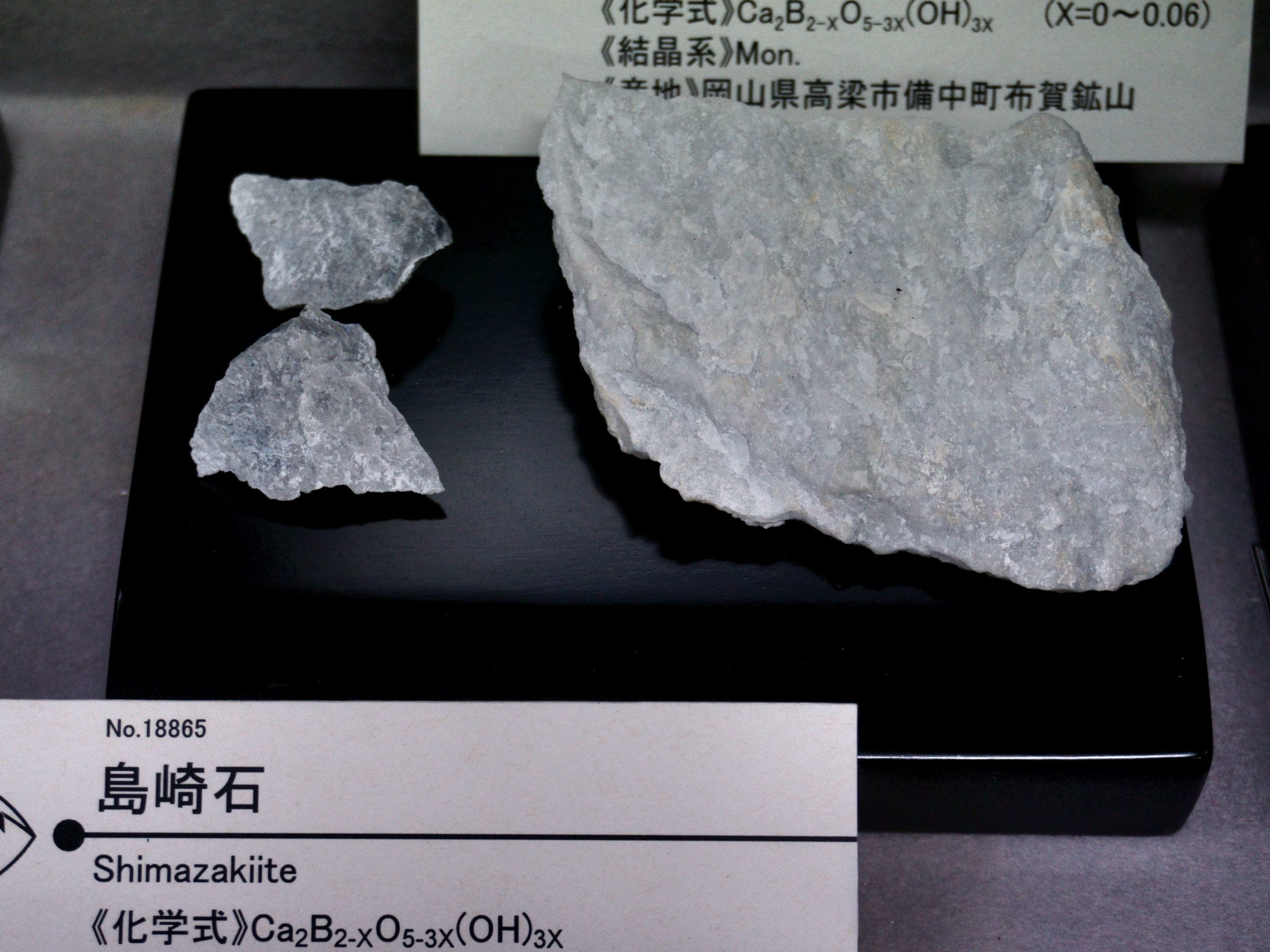
島崎石（秋田大学附属鉱業博物館所蔵）

島崎石（しまざきせき、 Shimazakiite）は、2013年に発表された日本産新鉱物で、岡山大学の鉱物学者草地功などにより、岡山県の布賀石灰石鉱山で発見された。化学組成はCa2B2O5で、単斜晶系(-4M)と斜方晶系(-4O)の二つのポリタイプがある。結晶質石灰岩中のゲーレン石・スパー石スカルンに伴う脈中に、武田石・シベリア石などに伴って産出している。東京大学の鉱床学者島崎英彦の業績をたたえて命名された。